# Duncan Sommerville
Duncan MacLaren Young Sommerville FRSE FRAS (1879-1934) était un mathématicien et astronome écossais. Il a compilé une bibliographie sur la géométrie non euclidienne et est à l'origine d'un manuel de premier plan dans ce domaine. Il a aussi écrit Introduction à la géométrie des dimensions N, faisant progresser l'étude des polytopes. Il a été cofondateur et premier secrétaire de la Société astronomique de Nouvelle-Zélande.
Sommerville était aussi un aquarelliste accompli, produisant une série de paysages néo-zélandais.
Le deuxième prénom « MacLaren » peut être orthographié en utilisant l'ancienne orthographe M'Laren dans certaines sources, par exemple dans les archives de la Royal Society of Edinburgh.

## Début de la vie
Sommerville est né le 24 novembre 1879 à Beawar en Inde, où son père, le révérend James Sommerville, était missionnaire de l'Église presbytérienne unie d'Écosse. Son père est responsable de la création de l'hôpital de Jodhpur, Rajputana.
La famille est retournée chez elle à Perth, en Écosse, où Duncan a passé quatre ans en école privée, avant de poursuivre ses études à la Perth Academy. Son père est mort alors que Duncan était encore jeune. Il vivait avec sa mère au 12 Rose Terrace . Malgré le décès de son père, il obtient une bourse lui permettant de poursuivre ses études jusqu'au niveau universitaire.
Il étudie ensuite les mathématiques à l'université de St Andrews à Fife obtenant sa maîtrise en 1902. Il a poursuivi comme maître de conférences à l’université. En 1905, il obtient son doctorat (DSc) pour sa thèse, Réseaux du plan en géométrie absolue et devient maître de conférences. Il a continué à enseigner les mathématiques à St Andrews jusqu'en 1915 .
En géométrie projective, c'est essentiellement la méthode de la métrique de Cayley-Klein qui avait été utilisée au XIXe siècle pour modéliser la géométrie non euclidienne. En 1910, Duncan publia « Classification des géométries avec des métriques projectives » . La classification y est décrite par Daniel Corey  comme suit :
Il les classe en 9 types de géométries planes, 27 en dimension 3, et plus généralement 3n en dimension n. Un certain nombre de ces géométries ont trouvé des applications, par exemple en physique.
En 1910, Sommerville rapporta  à la British Association le besoin d'une bibliographie sur la géométrie non euclidienne, observant que ce domaine n'avait pas d'association internationale comme la Quaternion Society pour la parrainer.
En 1911, Sommerville publia sa bibliographie compilée d'ouvrages sur la géométrie non-euclidienne et cette dernière reçut des critiques favorables . En 1970, Chelsea Publishing a publié une deuxième édition faisant référence aux œuvres rassemblées alors disponibles de certains des auteurs cités.
Sommerville a été élu membre de la Royal Society of Edinburgh en 1911 en étant parrainé par Peter Redford Scott Lang, Robert Alexander Robertson, William Peddie et George Chrystal .

## Famille
En 1912, il se maria avec Louisa Agnes Beveridge.

## Travail en Nouvelle-Zélande

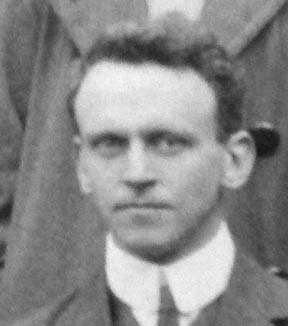
Duncan MacLaren Jeune Sommerville

En 1915, Sommerville se rend en Nouvelle-Zélande où il occupe la chaire de mathématiques pures et appliquées au Victoria College de Wellington.
Duncan s'est intéressé aux nids d'abeilles et a publié « Division de l'espace par triangles et tétraèdres congruents » en 1923  L’année suivante, il étendit les résultats obtenus à l’espace à n dimensions.
Il a aussi découvert les équations de Dehn – Sommerville pour le nombre de faces des polytopes convexes.
Sommerville a utilisé la géométrie pour expliciter la théorie du vote préférentiel . Il a abordé la méthode de Nanson pour laquelle n candidats sont classés par les électeurs dans une séquence de préférences. Sommerville montre que les résultats se retrouvent dans n ! simplexes qui couvrent la surface d’un espace sphérique à n - 2 dimensions.
À la parution de Introduction à la géométrie des dimensions N en 1929, il reçut une critique positive de BC Wong dans l'American Mathematical Monthly .
Sommerville fut cofondateur et premier secrétaire de la New Zealand Astronomical Society dès 1920. À partir de 1924 Il a été président de la section A de la réunion de l'Association australasienne pour l'avancement de la science, Adélaïde. En 1926, il devient membre de la Royal Astronomical Society.
Il mourut à Wellington en Nouvelle-Zélande le 31 janvier 1934.

## Manuels
- 1914 : Les éléments de la géométrie non euclidienne. G. Bell et fils.
- 1929 :  Une introduction à la géométrie des dimensions N, Methuen & Co. (édition Dover Publications, 1958)
- 1933 : Coniques analytiques. G. Bell et fils.
- 1934 : Géométrie analytique des trois dimensions. Cambridge University Press.

### Citations
1. ↑  Charles D Waterston et A Macmillan Shearer, Former Fellows of the Royal Society of Edinburgh 1783–2002: Biographical Index, vol. II, Edinburgh, The Royal Society of Edinburgh, juillet 2006 (ISBN 978-0-902198-84-5, lire en ligne [archive du 4 octobre 2006])
2. ↑  Perth Post Office Directory 1895
3. ↑  « Duncan Sommerville - Biography »
4. 1 2  Biographical Index of Former Fellows of the Royal Society of Edinburgh 1783–2002, The Royal Society of Edinburgh, juillet 2006 (ISBN 0-902-198-84-X, lire en ligne [archive du 4 mars 2016])
5. ↑  Proceedings of the Edinburgh Mathematical Society 28:25–41
6. ↑   D. Sommerville (1910) On the Need of a Non-Euclidean Bibliography, Report of the British Association
7. ↑  G. B. Mathews (1912) Bibliography of Non-Euclidean Geometry from Nature 89:266 (#2220)
8. ↑  Proceedings of the Royal Society of Edinburgh 43:85–116
9. ↑  D. Sommerville (1924) "The regular divisions of space of n dimensions and their metrical constants", Rendiconti del Circolo Matematico di Palermo 48:9–22
10. ↑  D. Sommerville (1928) "Certain hyperspatial partitionings connected with preferential voting", Proceedings of the London Mathematical Society 28(1):368 to 82
11. ↑  B.C. Wong (1931) "Recent publications", American Mathematical Monthly 38(5):286–7